# Райна (певица)
Вижте пояснителната страница за други личности с името Райна.
Райна Кирилова Терзийска, по-известна с артистичния си псевдоним Райна, е българска попфолк и фолклорна певица.

## Биография
Райна Кирилова Терзийска е родена на 30 септември 1981 г. в гр. Сандански. Името ѝ е избрано след като баща ѝ отива при баба Ванга, с която имат предварителна уговорка. Той изпълнява заръката на пророчицата и занася поръчаните легенче, кукла и цветя. Баба Ванга взима карамфилите, избира един от тях и казва: „Райна ще се казва детето, и така ще я наричате, няма да ѝ преиначавате името.“ След един месец пророчицата става кръстница на Райна. Райна е буйно и палаво дете и добра ученичка. В 6-и клас се записва на курсове за манекени, в същото време тренира и спортни танци. Малко по-късно се записва да тренира карате, учи народно пеене и тренира лека атлетика. Преди да започне кариерата си на певица, Райна е професионален модел в агенция „Интерсаунд“ в продължение на пет години.

## Музикална кариера

### 2001 – 04: Начало:„Гасне пламък“, „Агресия“, „Майко, една си на света“и„Добра новина“
През 2001 г. „Пайнер“ обявява конкурс за нови таланти и поставя началото на професионалната кариера на Райна.
Започва работа с музикален продуцент Стефан Статев. Първите две песни, които записва са „Наша е нощта“ и „Топлина“, включени в компилацията „Фолк Казино 4“. В края на юни се появява първият ѝ видеоклип „Наша е нощта“. През септември 2001 г. е първата ѝ изява на фестивала „Пирин фолк“. Песента „Вековно земьо“ печели първа награда на публиката, Райна печели и наградата на генералния спонсор. Баладата, която я изстрелва на върха е „Гасне пламък“. С нея участва на фестивала „Златният мустанг“, където печели наградата „Мис златен мустанг“.
През март 2002 г. излиза дебютният албум на Райна със заглавие „Гасне пламък“. Песните „Не бях ли“, „По-добре“ и „Самодива“ веднага печелят симпатиите на феновете. На годишните награди на списание „Нов фолк“ Райна печели „Откритие на годината“. По-късно с Иван Дяков записват македонски песни и подготвят съвместен албум. През септември 2002 г. Райна отново участва на фестивала „Пирин Фолк“. Десетото юбилейно издание е още по-успешно. Песента „Самодива“ ѝ носи две награди: първа награда на публиката и трета награда на журито.
В началото на 2003 г. излиза дуетният албум на Райна и Иван Дяков – „Майко, една си на света“, събрал 11 македонски песни. Райна печели „Дебют на годината“ за албума „Гасне пламък“ и друга награда за приемственост между автентичен и „нов фолк“. В края на май 2003 г. излиза вторият ѝ самостоятелен албум „Агресия“. През юни отново има фестивал, а Райна отново си тръгва с награда. На 14 и 15 юни Пловдив е домакин на възродения фестивал „Тракия фолк“. Свежото лятно парче „Фреш от портокал“ носи на младата певица наградата на Телевизия Планета. През септември 2003 г. на фестивала „Пирин Фолк“, Райна изнася рецитал в гала вечерта.
В началото на 2004 г. заминава за Канада. След завръщането си продължава работата по третия си самостоятелен албум и на успех се радва клипът на песента „Ти ме лъжеш най-добре“. На вторите награди на ТВ Планета Райна е обявена за „Мис Планета“. Райна е една от участничките на първото по рода си турне „Планета Прима 2004“. През месец август в ефира на ТВ Планета е премиерата на първата дуетна песен на Райна и Константин „Тежка диагноза“, която се превръща в хит. През септември 2004 г. Райна отново участва с песента „Горо ле“, певицата е оценена за пореден път, получава наградата на публиката на тв зрителите и една специална награда. За нея е и наградата на сдружението на бизнесмените в България. В края на 2004 г. декември излиза третият попфолк самостоятелен албум на Райна – „Добра новина“. Видеоклипът „Ти ме лъжеш най-добре“ е обявен за „Златен фреш клип“ за 2004 г.

### 2005 – 08: Връх:„Любов по скалата на Рихтер“, „Райна 2007“и„Както друга никоя“
На третите годишни награди на ТВ Планета Райна и Константин печелят награда за дует на годината. На 3 юни е премиерата на клипа им „И това е любов“. Следващата песен с клип е „Любов по скалата на Рихтер“ – една нетипична песен, дала името на албума на Райна.
През 2006 г. Райна прави клип на песента „Като летен грип“. През лятото певицата участва в турнето „Планета Прима 2006“.
2007 г. започва с клип на песента „Цип на устата“. Излиза поредният албум, носещ нейното име „Райна“, съдържащ 12 песни. Излиза на 14 февруари, използвайки празника „Свети Валентин“ за издаването му, тъй като всички песни са на тема любовта и различните ѝ прояви. Песни от албума с клипове са: „Цип на устата“, „От един инат“, „Ние знаем как“, „Думите не стигат“, „Глезената, гледаната“ и „Двама“. През лятото Райна е отново сред звездите на националното турне „Планета Дерби 2007“, отново представяйки се много успешно. През септември се представя на фестивала „Пирин Фолк“ с песента „Послание“ и печели за четвърта година „Награда на публиката“.
В началото на 2008 г. излиза клип към песента „1.90 м“, който е и първият клип на Райна от песните за предстоящия ѝ албум. В края на май се появява и следващия клип на Райна – „Мога и сама“. Летните ѝ предложения – „Големи думи“ и „Ти дали видя“ се превръщат в едни от най-големите летни хитове. През лятото певицата се изявява отново на турнето на Планета за четвърти път. На 8 август излиза и шестият самостоятелен албум на Райна – „Както друга никоя“. Албумът съдържа 16 песни. В началото на 2009 г. „Нежна полиция“ е издадена като видеоклип, а най-бурни емоции в него предизвиква участието на „истинско“ полицейско куче. Партньор на Райна в опазването на реда е нейният домашен любимец – Карпузи, който е от породата мини пинчер.

### 2009 – 14: Музикална промяна:„Македонско девойче“, „Вътре в мен“и„Хубава си, моя горо“
След като Райна не издава нов сингъл в продължение на година, през юни 2009 г. излиза новото ѝ видео към песента „Грешка“. След успешния край на лятната студентска сесия Райна е изцяло отдадена на подготовка за турнето „Планета Дерби 2009“. На сцената в Монтана представя най-новия си музикален проект, озаглавен „Нещо неморално“. Песента е съвместен проект на певицата с рапърите MARTEEN и B.I.X. Клипът към песента е сниман в софийската метростанция Опълченска. През октомври, Райна взима участие в танцовото реалити-шоу „Vip Dance“, където е в отбор с Фахрадин Фахрадинов и двама професионални танцьори. След 3 месеца оспорвана надпревара, техният тандем достига до финала и печели танцувалния формат. На 5 ноември 2009 г. излиза клипът към песента „Какъв подарък“.
През първия месец на 2010 г. излиза дует между Райна и Стефан Митров „Ще ти говоря за любов“. Следват го „Жени като теб“, „Какво ти мисля“. На 29 май Райна, заедно с Илиян, Андреа и Анелия изнасят концерт в Истанбул на стадион „Есенюрт Шакир“. В края на юли Райна представя и най-новата си песен „Мирно“ при Слави и след месец излиза и клипа към песента. През октомври 2010 г. излиза видео на Райна, което е към песента „Пълна промяна“. По време на Коледните и Новогодишни празници се излъчва видеоклипът към дуетното парче на Райна и Сакис Кукос – „Merry Christmas“.
През март 2011 г. Райна издава баладата „Ти ли си“. На 10 май се появява следващият сингъл – „Кажи ѝ, че съм ти сестра“. На 5 юли Райна и Димана пускат клип към съвместното си парче „Лошо момче“. Следват го „На кой е колата“, съвместната песен на Райна и Expose, и „Не ползвам чужди вещи“. В края на годината Райна е удовлетворена, че е успяла да предложи на почитателите си своя самостоятелен фолклорен албум „Македонско девойче“, в който са включени 17 македонски песни. Албумът получава наградата за „Фолклорен албум 2011“.
През месец март 2012 г. Райна заминава турне в САЩ за своето първо презокеанско турне, включващо 11 концерта. Ню Йорк, Атланта, Чикаго, Лас Вегас, Вашингтон, Сиатъл, Лос Анджелис, Денвър са само част от градовете. На 20 април излиза клипът към песента „Вътре в мен“. Песента се харесва и оглавява всички класации. На 28 юни издава нов сингъл с провокативното заглавие „Монахини будни няма“. Следва го „Нищо лично“ по музика на Крис Кей и текст на Цвети от Expose. Новият музикален попфолк албум на Райна излиза в края на 2012 г. Райна избира да го озаглави „Вътре в мен“, по името на хитовата песен. В диска са включени 16 песни. След албума Райна прави видеоклип към още една песен – „Ще кажа да“.
В началото на 2013 г. Райна представя новата си песен „Много се лъжеш“ на концерта по случай връчването на музикалните награди на телевизия „Планета“. Месец по-късно излиза видео на Райна към песента „Много се лъжеш“. Райна участва на два фестивала в Северна Македония като се завръща с отличия и от двата конкурса. Първият от тях е в град Прилеп, където печели „Втора награда на публиката“ – приз, с който певицата особено се гордее. От фестивала в Охрид, състоял се само десетина дни по-късно, Райна печели награда за „Най-популярна чуждестранна изпълнителка в Македония“. Същият месец излиза нов видеоклип под режисурата на Николай Скерлев към песента „Виновен“. Навръх рождения си ден, певицата представя „Хвана ли ми“. В края на годината Райна взима повторно участие в Big Brother, превръщайки се в един от фаворитите в предаването. Певицата достига до финала и финишира на четвърто място.
Райна стартира 2014 г. с нов проект по музика на хитмейкъра Йорданчо Василковски – Оцко. Песента се казва „Ако е, да е“ и се превръща в хит, печелейки редица класации. Певицата работи по своя нов фолклорен албум, като представя една по една песните под формата на тв версии. Паралелно с това в разгара на лятото се появява „Тук и сега“. В края на годината излиза песента „Лицемери“, отново по музика на Оцко. В края на септември се появява третият фолклорен албум на Райна със заглавие „Хубава си, моя горо“.

### 2015 – 19: Фолклорна сензация„Тежко мина младостта“и„Една на милион“
В началото на 2015 г. Планета ТВ представя музикален филм за Райна „Хубава си, моя горо“ (песента, която дава заглавие на третия фолклорен проект на Райна), в който талантливата изпълнителка представя телевизионните версии на песните от албума. На наградите на Планета ТВ Райна е обявена за „Фолклорен изпълнител на годината“. В началото на лятото на 2015 г. излиза видеоклип към песента „Няколко рокли“. Навръх Коледа, Райна представя нова фолклорна мелодия – „Тежко мина младостта“, съвместно с МФГ „Годлево“.
На 17 март 2016 г. излиза сингълът „Написано с любов“. Клипът е сниман в Бари и Алберобело, Италия. През юни месец Райна заминава на лятно турне в Америка. На 11 юни тя е гост-изпълнител на събора на българите в Чикаго, САЩ. Следват концерти в Колорадо и Сан Франциско. След американското си турне, Райна се качва на сцената в Пехчево, Северна Македония, за да пее близо три часа пред 10-хилядна публика. През юли, Райна промотира новия си проект – „Нахално хубава“. В края на месец октомври е представена и първата балада на певицата от 5 години насам – „И дори да боли“, по музика на Dimitris Bisdekis и текст на Мариета Ангелова. През декември Райна представя две нови фолклорни мелодии – „Мома оди за вода“, както и втората и съвместна песен с МФГ „Годлево“ – „Защо плачеш, приятеле“. Заедно с тях певицата разкрива, че работи усилено по своя четвърти фолклорен албум, който ще носи заглавието „Тежко мина младостта“.
Започва 2017 година с премиерата на „Принцеса“ в средата на март, а месец по-късно се появява „Конче си изведох“ – трета съвместна песен с МФГ „Годлево“. През юли е презентирана „Айде, расти, расти“, отново съвместно с формацията. В разгара на лятото, Райна промотира нов попфолк проект – „Сафари“. Следват фолклорните „По друм одам“, „Дъще моя“ и „Песен за младостта“ с МФГ „Годлево“.
В началото на 2018 година Райна представя четвъртия си фолклорен албум, озаглавен „Тежко мина младостта“, по песента, превърнала се в прецедент във фолклора със своите над 10 милиона преглеждания в YouTube. През януари се появява попфолк проектът „Зле те чувам“. Следва тв версия към „Гледай ме, гледай“. В края на февруари, Райна заминава на своето трето турне в САЩ и Канада, където осъществява 12 концерта. През юни е презентирана тв версия на „Калино, Калинче“, а в края на юли нов попфолк сингъл – „Бразилка“. Отново паралелно, Райна представя през октомври тв версия към „Елено моме“ и нов видеоклип към „Една на милион“ – заглавната песен на предстоящия и осми попфолк албум. На 21 декември се появява тв версия към „Писмо ми пише“.
На 17 януари 2019 година се появява първият албум на Пайнер за 2019 година – „Една на милион“. Дискът включва 15 заглавия, създадени през последните шест години, както и три нови песни – „Размазаният грим“, „Измъкни ме“ и „5 – 6 минути“. В навечерието на първа пролет, Райна представя „Размазаният грим“ със специално слайдшоу. В средата на септември, след едногодишна пауза, се появява новия видеоклип на певицата – „А бях ти казала“.

## Дискография

### Студийни албуми
- Гасне пламък (2002)
- Майко, една си на света с Иван Дяков (2003)
- Агресия (2003)
- Добра новина (2004)
- Любов по скалата на Рихтер (2005)
- Райна (2007)
- Майко, една си на света (2007)
- Както друга никоя (2008)
- Македонско девойче (2011)
- Вътре в мен (2012)
- Хубава си, моя горо (2014)
- Тежко мина младостта (2018)
- Една на милион (2019)
- Българийо една (2020)
- За моята майка (2022)
- Искам само да благодаря (2025)

### Компилации
- Златните хитове на Пайнер 17 – Райна (2013)

### Видео албуми
- Raina Best Video Selection 1 (2005)
- Raina Best Video Selection 2 (2009)

## Турнета
- United States Tour (2012) – 15 концерта
- United States Summer Tour (2016)
- United States & Canada Tour (2018) – 12 концерта

## Награди
Годишни награди на телевизия „Планета“
| Година | Получател            | Награда                          |
| ------ | -------------------- | -------------------------------- |
| 2003   | Райна                | „Мис Планета“                    |
| 2004   | „Тежка диагноза“     | Дует на годината                 |
| 2005   | „И това е любов“     | Дует на годината                 |
| 2006   | Райна                | „Мис Планета“                    |
| 2006   | „Ти си ми всичко“    | Награда на радио „Веселина“      |
| 2007   | Райна                | „Мис Планета“                    |
| 2008   | Райна                | Най-романтичен изпълнител        |
| 2008   | Райна                | Оригинално сценично присъствие   |
| 2009   | Райна                | Оригинално медийно присъствие    |
| 2011   | „Македонско девойче“ | Фолклорен албум на годината      |
| 2014   | Райна                | Фолклорен изпълнител на годината |

Други награди
| Година | Получател               | Награда                                                                            |
| ------ | ----------------------- | ---------------------------------------------------------------------------------- |
| 2001   | „Вековна земьо“         | I награда на публиката – [Фестивал „Пирин фолк“]                                   |
| 2001   | Райна                   | Награда на генералния спонсор – [Фестивал „Пирин фолк“]                            |
| 2001   | Райна                   | Мис „Златен Мустанг“ – [Фестивал „Златният Мустанг“]                               |
| 2001   | Райна                   | Откритие на годината – [Награди на сп. „Нов Фолк“]                                 |
| 2002   | Райна                   | Награда на ТВ „Планета“ – [Фолк фест Валандово]                                    |
| 2002   | „Самодива“              | I награда на публиката – [Фестивал „Пирин Фолк“]                                   |
| 2002   | „Самодива“              | I награда на телевизионните зрители – [Фестивал „Пирин Фолк“]                      |
| 2002   | „Самодива“              | III награда на журито – [Фестивал „Пирин Фолк“]                                    |
| 2003   | Райна                   | Награда на ТВ „Планета“ – [Фестивал „Тракия Фолк“]                                 |
| 2003   | Райна                   | Награда за приемственост между автентичен и нов фолк – [Награди на сп. „Нов Фолк“] |
| 2003   | Райна                   | Дебют на годината – [Награди на сп. „Нов Фолк“]                                    |
| 2004   | Райна                   | Вокална формация на годината – [Награди на сп. „Нов Фолк“                          |
| 2004   | Райна                   | Оригинално медийно присъствие – [Награди на сп. „Нов фолк“]                        |
| 2004   | „Горо ле“               | I награда на публиката – Фестивал „Пирин Фолк“                                     |
| 2004   | „Ти ме лъжеш най-добре“ | Златен Фреш клип на 2004 г.                                                        |
| 2005   | Райна                   | Вокална формация на годината – [Награди на сп. „Нов Фолк“]                         |
| 2006   | „Ти си ми всичко“       | Награда на радио „Веселина“ за най-любовна песен                                   |
| 2006   | Райна                   | Оригинално медийно присъствие – Награди на сп. „Нов Фолк“]                         |
| 2006   | Райна                   | Дует на годината [Награди на сп. "Нов фолк]                                        |
| 2007   | „Послание“              | I награда на публиката – [Фестивал „Пирин фолк“]                                   |
| 2007   | Райна                   | Най-секси тяло в шоубизнеса – [Награди на сп. „FHM“]                               |
| 2007   | „Кога падна над Пирина“ | Награда на Радио „Сигнал +“ за народна песен на 2007 г.                            |
| 2008   | Райна                   | Изпълнител № 1 на любовни песни – [Награди на Радио „Романтика“]                   |
| 2008   | „Ти, дали видя“         | Хит на Лято 2008 [ Фолкмаратон ]                                                   |
| 2008   | „1.90 м.“               | „Песен за секс на 2008 г.“ – [Награди на Радио „Романтика“]                        |
| 2009   | Райна                   | Оригинално медийно присъствие – [Награди на сп. „Нов Фолк“                         |
| 2013   | Райна                   | II награда на публиката – [ „Прилеп Фест“]                                         |
| 2013   | Райна                   | Най-популярна чуждестранна изпълнителка в Македония – [„Охрид Фест“]               |

## Изяви
Концерти зад граница: Италия, Северна Македония, Великобритания, Турция, Гърция, Испания, САЩ
Райна е сред участниците в изданията на Националното турне на телевизия „Планета“.